# Panthère nébuleuse de Taïwan
Neofelis nebulosa brachyurus
Pour les articles homonymes, voir Panthère et Panthère nébuleuse.
Sous-espèce
Synonymes
Leopardus brachyurus
Statut de conservation UICN

 EX C1+2a(i) : Éteint
Statut CITES
La Panthère nébuleuse de Taïwan (Neofelis nebulosa brachyura), parfois traduit en Panthère nébuleuse de Formose d'après l'ancien nom de l'île où vivaient ces animaux, est une sous-espèce de panthère nébuleuse considérée depuis les années 1990 comme éteinte (possiblement depuis plusieurs décennies) et depuis officiellement déclarée comme telle. Néanmoins, un article du 8 mars 2019 rapporte que des villageois l'auraient aperçue à quelques reprises. Il est possible que l'espèce ne soit pas éteinte, et que l'animal soit très discret[réf. nécessaire].

## Description
La Panthère nébuleuse de Taïwan aurait eu pour particularité d'avoir une queue moins longue que la Panthère nébuleuse du continent (55 à 60 cm), mais cette caractéristique n'est pas considérée comme suffisante par Pocock. Cette sous-espèce est décrite pour la première fois sous la dénomination Leopardus brachyurus en 1862 par Swinhoe. L'holotype est un spécimen venant de Taïwan, possédant une queue plus courte. Toutefois, cette caractéristique n'est pas considérée comme fiable, et des examens ultérieurs conduisent vers l'hypothèse que cet holotype est probablement incomplet (queue écourtée lors du transport par exemple).

## Répartition
La dernière observation à Taïwan date de 1983 et depuis 1996, l'espèce est considérée comme éteinte à Taïwan, cela a été officiellement reconnu en mai 2013. De nombreux pièges photographiques ont été déployés entre 2000 et 2004 pour tenter d'obtenir des données sur la Panthère nébuleuse de Taïwan. Cette étude a conclu sur l'extinction de cette population. Cependant, les analyses génétiques montrent que cette population n'est pas suffisamment éloignée de la Panthère nébuleuse « continentale », ce qui invalide la sous-espèce. Les recherches s'orientent donc à présent sur les possibilités de réintroduction du félin sur l'île. S'il s'avère que cette sous-espèce est invalide, cela offre aux autorités taïwanaises la possibilité de réintroduire sur leur territoire des Panthères nébuleuses prélevées en Chine par exemple.
Le braconnage est l'une des causes de la disparition de cette sous-espèce taïwanaise, les Taïwanais ayant d'abord acquis les peaux de Panthère nébuleuse sur leur île. Dans de nombreux pays d'Asie et notamment à Taïwan, la possession d'une peau de Panthère nébuleuse est un symbole de statut social.

## Culture

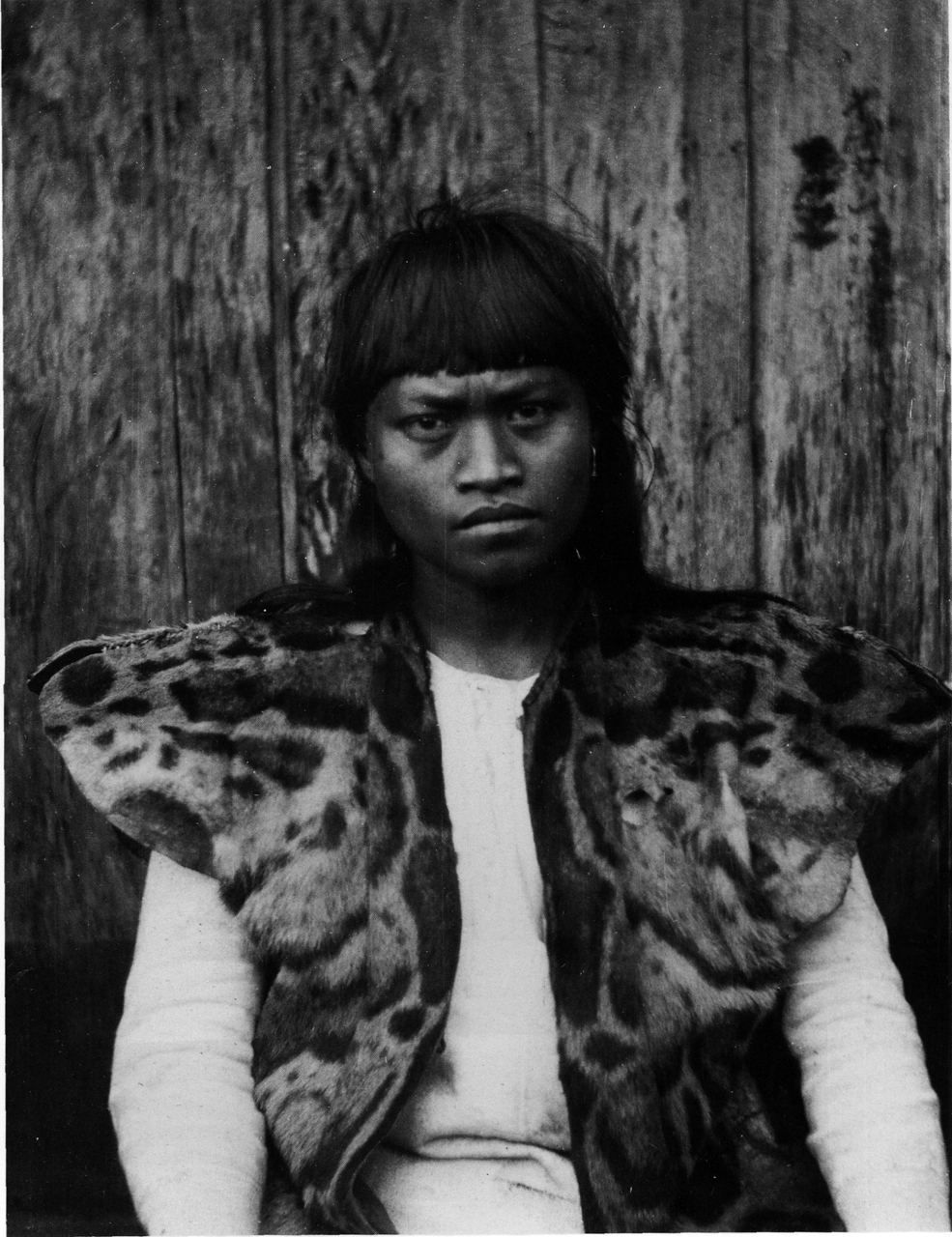
Aborigène de Taïwan avec une veste en Panthère nébuleuse.

Taïwan a dédié un timbre sur la Panthère nébuleuse de Taïwan en 1992, puis une enveloppe et un tampon postal disponibles uniquement le 8 mars 2008 lors de l'exposition philatélique internationale d'Asie.
La Panthère nébuleuse est un animal symbolique important dans la culture des Aborigènes de Taïwan. Les peaux servaient à fabriquer des habits de cérémonie. Le chasseur étant capable de tuer ce félin est alors considéré comme un héros. Avec la conversion au christianisme, cette importance s'est amoindrie, cependant posséder une peau de Panthère nébuleuse reste un attribut de pouvoir et montre un certain statut social.
Pour le peuple aborigène Rukai, chasser la Panthère nébuleuse est au contraire tabou. La tradition orale en fait un animal psychopompe, qui accompagne et dirige leurs ancêtres décédés ; tuer ce félin attire le malheur non seulement sur le chasseur, mais également sur tous les membres de la tribu.